# Monique Spartalis
Monique Spartalis (bekannt als Monique, * 16. Februar 1966 in Frederiksberg) ist eine dänische Sängerin.

## Leben und Wirken
Die Tochter eines in Ägypten aufgewachsenen Griechen und einer Dänin hatte bereits als Kind Gitarren- und Gesangsunterricht  und begann ihre musikalische Laufbahn als Mitglied des Mädchenchores des dänischen Rundfunks.
1990 unterzeichnete sie einen Vertrag mit Polygram/Polydor, und im Folgejahr erschien ihr erstes eigenes Album. In ihrer Musik werden Einflüsse von Pop, Soul, Disco und Rhythm and Blues verbunden. Daneben arbeitete sie mit Jazzmusikern wie Niels-Henning Ørsted Pedersen und Nicolaj Bentzon und mit der Gospel-Sängerin Lillian Boutté, wirkte an Alben für Kinder und an den Soundtracks für die Disney-Filme Pocahontas und Brother Bear mit. Sie leitet zwei eigene Bands, die Monique Band und Moniques Disco Diva Express.
Daneben trat sie in verschiedenen Theaterproduktionen in Kopenhagen auf (u. a. Hair am Betty Nansen Teatret und The Rocky Horror Show am Nørrebro Teater), ist Sprecherin beim Fox Kids-Fernsehen und Botschafterin der Dänischen Herzstiftung.

## Diskographie
- Shadows (Kompositionen von Jesper Winge Leisner), 1991
- Guilty, 1994
- The woman for you, 1998
- Believer, 2006